# Munkajaure
Munkajaure (aktuell stavning Muŋkajávrre) är en sjö i Arjeplogs kommun i Lappland och ingår i Piteälvens huvudavrinningsområde. Sjön har en area på 2,47 kvadratkilometer och ligger 462 meter över havet. Munkajaure ligger i Tjeggelvas Natura 2000-område. Sjön har två korta utflöden, ett till Silpikjaure och ett direkt till den stora sjön Tjeggelvas.

## Delavrinningsområde

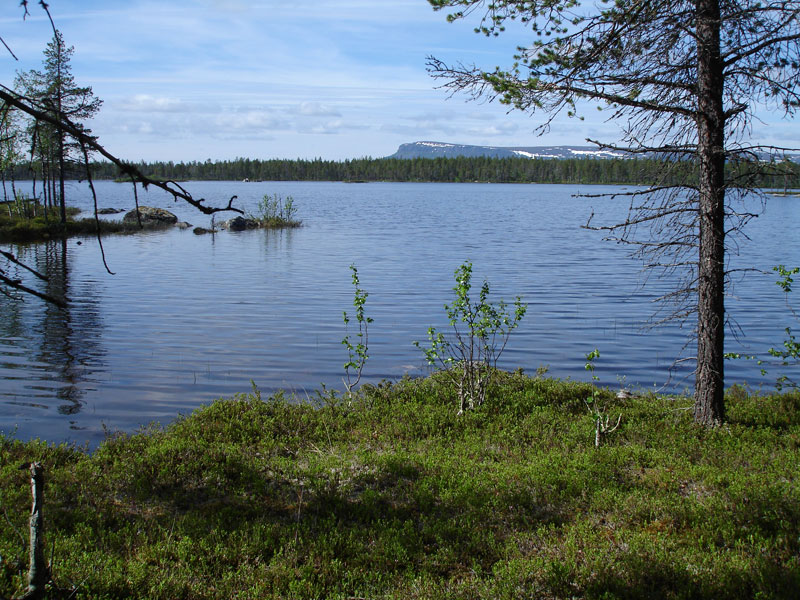
Vy över Munkajaure mot väster

Munkajaure ingår i det delavrinningsområde (738523-158868) som SMHI kallar för Utloppet av Munkajaure. Medelhöjden är 480 meter över havet och ytan är 7,28 kvadratkilometer. Det finns ett avrinningsområde uppströms, och räknas det in blir den ackumulerade arean 63,13 kvadratkilometer. Det vattendrag som avvattnar avrinningsområdet har biflödesordning 2, vilket innebär att vattnet flödar genom totalt 2 vattendrag innan det når havet efter 264 kilometer. Avrinningsområdet består mestadels av skog (66 procent). Avrinningsområdet har 2,47 kvadratkilometer vattenytor vilket ger det en sjöprocent på 33,9 procent.